# Kanton Asnières-sur-Seine-Sud
Kanton Asnières-sur-Seine-Sud is een voormalig kanton van het Franse departement Hauts-de-Seine. Kanton Asnières-sur-Seine-Sud maakte deel uit van het arrondissement Nanterre en telde 32.384 inwoners (1999).
Het werd opgeheven bij decreet van 24 februari 2014, met uitwerking in maart 2015

## Gemeenten
Het kanton Asnières-sur-Seine-Sud omvatte de volgende gemeente:
- Asnières-sur-Seine (deels)